# Acord estratègic entre Eusko Alkartasuna i l'esquerra abertzale
El 20 de juny de 2010 la direcció d'Eusko Alkartasuna (EA) i antics membres de la il·legalitzada Batasuna inclosos dins de l'esquerra abertzale van signar públicament en el Palacio Euskalduna de Bilbao un acord sobiranista titulat Lortu arte (Fins a aconseguir-ho) i subtitulat «Bases d'un acord estratègic entre forces polítiques independentistes», pel qual ambdues parts es van comprometre a defensar la sobirania nacional del País Basc enfront d'Espanya i França. Eusko Alkartasuna, Alternatiba i membres de l'esquerra abertzale van formar en 2011 la coalició Bildu per presentar-se a les Eleccions municipals espanyoles de 2011. Bildu fou il·legalitzada pel Tribunal Suprem, però legalitzada pel Tribunal Constitucional.